# Team Water
Team Water （也称为为#TEAMWATER ）是由YouTuber "MrBeast"和马克·罗伯发起的一项国际合作筹款活动，是Team Trees和Team Seas的后续活动。该筹款活动计划筹集至少 4000 万美元，为全球数百万人提供清洁饮用水。所有捐款都将捐赠给非政府组织 WaterAid。  

## 背景
之前的筹款活动Team Trees和Team Seas取得成功之后，MrBeast和马克·罗伯再次携手成立了 Team Water 。 MrBeast 以其公司 Beast Holdings, LLC 于 2024 年 8 月 29 日注册了“#TeamWater”商标。 

## 传播
Team Water 的目标是在 2025 年 8 月底之前筹集 4000 万美元，为二百万人提供清洁的饮用水。该活动称每 1 美元可为 1 人提供 1 年的清洁饮用水。 该项目于 2025 年 8 月 1 日上午 9 点发布。在YouTube上，超过 3000 名创作者正在为此次筹款活动制作视频，他们的总粉丝数达 30 亿。 
该项目与以下组织合作：WaterAid, GivePower, DigDeep, Alok Institute
在MrBeast Store上也有相关的周边商品贩售，所有资金同样用于该活动。
多个平台也参与了该次募款活动：谷歌&YouTube, Kick, Shopify, TikTok等。

## 状态
据其官方网站说明，截至2025年8月13日，其可供水的总年数已超过 17,974,194 年。